# Gwiazdkowe dzieci
Gwiazdkowe dzieci – siódmy singel zespołu Lady Pank, wydany jako maxisingiel. Utwory pochodzące z tego singla znalazły się tylko jako bonusy na płytach długogrających zespołu i Jana Bo. Na stronie A singla umieszczono dwie wersje tytułowych „Gwiazdkowych dzieci” (muz. Jan Borysewicz, sł. Andrzej Mogielnicki), a na stronie B utwór „Gwiazda na wietrze” (muz. Jan Borysewicz, sł. Marek Dutkiewicz) – również w dwóch wersjach. Kierownikiem produkcji był Krzysztof Domaszczyński. Całkowity dochód ze sprzedaży płyty przeznaczony był na fundusz pomocy dzieciom niewidomym o uzdolnieniach muzycznych.
Płyta ukazała się w 1990 jako jedno z wydawnictw Klubu Płytowego Razem. Wydawcą była Międzynarodowa Federacja Jazzowa – Oddział w Polsce. Na okładce umieszczono logo Klubu Płytowego Razem (i numerację RMSP 2). Oprócz tego są też loga wydawnictwa Helicon oraz Polskich Nagrań Muza, które tłoczyły płyty dla Klubu Razem.

## Lista utworów
Strona A:
1. „Gwiazdkowe dzieci”
2. „Gwiazdkowe dzieci” (wersja instrumentalna)

Strona B:
1. „Gwiazda na wietrze”
2. „Gwiazda na wietrze” (wersja instrumentalna)

## Muzycy
- Jan Borysewicz – gitara solowa, śpiew
- Janusz Panasewicz – śpiew
- Paweł Mścisławski – bas
- Edmund Stasiak – gitara
- Andrzej Dylewski – perkusja

gościnnie:
- Andrzej Mogielnicki – chórek
- muzycy sesyjni